# وست پوینت (میسیسیپی)
وست پوینت (به انگلیسی: West Point) شهری در ایالت میسیسیپی کشور ایالات متحده آمریکا است که جمعیت آن در سرشماری سال ۲۰۱۰ میلادی، ۱۱٬۳۰۷
نفر بوده‌است.